# Holden (Motorrad)
Die Holden (1897–1902) war das erste Motorrad mit Vierzylindermotor.

## Entwicklung
Der englische Colonel Sir Henry Capel Lofft Holden KCB (* 23. Januar 1856 in Cheltenham; † 20. März 1937) befasste sich seit 1896 mit dem Bau von luftgekühlten Motoren. Erste Patente stammen von 1896 und 1897. Erste Prototypen wurden zusammen mit der Crypto Cycle Company hergestellt, die Serienfertigung erfolgte von 1899 bis 1902 durch die Motor Traction Company in Coventry.

## Technik
Der Vierzylinder-Holden-Motor war ein Tandem, das heißt zwei Motoren mit jeweils zwei längsliegenden Doppelzylindern ohne Kurbelwelle waren nebeneinander angeordnet. In jeder Zylinderlaufbahn liefen zwei miteinander verbundene Kolben. In der Mitte jeder Verbindungsstange befanden sich Querbolzen, die in einer Nut hin- und herglitten. Die Bolzenenden waren durch lange Pleuelstangen mit den Kurbeln links und rechts der Hinterachse verbunden. Ein Oberflächenvergaser bildete das Gemisch, die Zündung erfolgte durch eine Batterie mit Zündspule und Verteiler. Vier Drähte führten zu einer Art von „Zündkerzen“. Die Nockenwelle der Auslassventile wurde von einem schrägstehenden Zahnrad angetrieben, das über eine Kette von der Hinterradnabe bewegt wurde. Den Einlass steuerten Schnüffelventile, wie sie damals gebräuchlich waren. Gestartet wurde durch Antreten mithilfe der am Vorderrad angebrachten Tretkurbeln. Am 65 cm großen Vorderrad befand sich eine Felgenbremse, das Hinterrad mit einem Durchmesser von 50 cm war ungebremst.
Die ersten Modelle von 1897 waren luftgekühlt, während die Serienmodelle ab 1899 Wasserkühlung hatten. Die Holden wurde wegen ihrer „bemerkenswert angenehmen Fahrweise“, so die Chronisten, gelobt. Die technische Entwicklung ging jedoch weg von der direkten Kraftübertragung auf das Hinterrad.
1901 wurden noch drei Holden auf der Stanley-Show gezeigt, ein Modell habe die Strecke von London nach Petersfield und zurück (170 km) ohne Probleme absolviert. Dies soll der letzte Auftritt des ersten „Superbikes“ gewesen sein.